# Publius Aurelius Aurelianus
Publius Aurelius Aurelianus war ein im 2. Jahrhundert n. Chr. lebender Angehöriger des römischen Ritterstandes (eques).
Durch ein Militärdiplom ist belegt, dass er im Jahr 144 n. Chr. Kommandeur der Cohors I Ascalonitanorum war, die zu diesem Zeitpunkt in der Provinz Syria stationiert war.